# Callicercops triceros
Callicercops triceros là một loài bướm đêm thuộc họ Gracillariidae. Nó được tìm thấy ở Mauritius, Namibia, Zimbabwe và Nam Phi.